# テイルズ・フロム・イエスタデイ
テイルズ・フロム・イエスタデイ (Tales from Yesterday)は、イギリスのプログレッシブ・ロックバンド、イエスの曲をトリビュートしたアルバム。

## 概要
1995年のマグナ・カルタ・レコードの作品。日本での発売は株式会社アポロン(現・バンダイ・ミュージックエンタテインメント)。
マジェランやカイロ、シャドウ・ギャラリー等のマグナ・カルタ系アーティストによる音源が中心となっているが、スティーヴ・ハウ、ピーター・バンクス、パトリック・モラーツ、ビリー・シャーウッドなどのイエス/元イエスのメンバーも参加しており、加えて3のメンバーだったロバート・ベリー、カンサスやディープ・パープルで知られるスティーヴ・モーズ、ルネッサンスでボーカルを担当していたアニー・ハズラムなどが参加している。
ジャケットの絵と文字のロゴはロジャー・ディーンが担当している。

## 収録曲/主な参加アーティスト
1. ラウンドアバウト (スティーヴ・ハウ/ロバート・ベリー)
2. シベリアン・カートゥル (スタンリー・スニール)
3. ムード・フォー・ア・デイ (スティーヴ・モーズ)
4. クジラに愛を (マジェラン)
5. 世紀の曲がり角 (スティーヴ・ハウ/アニー・ハズラム)
6. リリース、リリース～自由の解放 (シャドウ・ギャラリー)
7. 不思議なお話を (ワールド・トレイド=ビリー・シャーウッドを含む)
8. サウス・サイド・オブ・ザ・スカイ (カイロ)
9. スーン (ピアノ・ソロ=パトリック・モラーツ)
10. 変革 (エンチャント)
11. アストラル・トラベラー (ピーター・バンクス)
12. ザ・クラップ (スティーヴ・モーズ)
13. スターシップ・トゥルーパー (ジェロニモ・ロード)